# 자크 오펜바흐
자크 오펜바흐(프랑스어: Jacques Offenbach 자크 오펜바크[*], 프랑스어 발음: [ʒak ɔfɛnbak], 1819년 6월 20일 ~ 1880년 10월 5일)는 독일 태생 프랑스의 작곡가이자 첼리스트이다.
어릴 때 파리에 와서 첼로를 공부하였다. 그는 프랑스 극장의 지휘자가 되어 경쾌하고 재미있는 오페라를 많이 발표하였고 '프랑스 오페레타의 창시자'로 불린다.
근대 뮤지컬 코메디의 전신인 오페레타 형식의 선구자 중 한 명이다. 그는 가장 영향력 있는 작곡가들 중 하나이고, 많은 그의 작품들이 현재까지 공연 레파토리로 남아있다. 대표작품으로는《호프만의 이야기》, 《지옥의 오르페우스》, 《아름다운 헬레네》등이 있다.

## 전기
오펜바흐는 독일의 쾰른(Köln)에서 성가대의 선창자(先唱者, cantor), 책제본자, 음악 교사이자 작곡가인 이자크 유다 에버스트(Issac Juda Eberst)의 아들로 태어났다. 그의 아버지가 살던 시기는 나폴레옹 칙령으로 인해 유태인은 계승된 가족성을 바꿀 것이 요구되었다. 그는 순회 공연하는 바이올리니스트로, 이미 관객들에게는 오펜바흐 암 마인의 출신이라 "그 오펜바흐"로 불렸기에, 성을 오펜바흐로 바꾸었다. 그의 아들에게는 출생시 야코프 오펜바흐(Jakob Offenbach)란 이름을 지어줬지만, 오펜바흐는 프랑스에 정착한 후 '자크'로 이름을 변경하였다.
오펜바흐는 1833년 파리로 이주하여 첼로를 공부하였다. 그는 오페라 코미크 교향악단에서 첼로 연주자 자리로 들어가서, 많은 기악곡을 작곡하였다. 1844년 오펜바흐는 로마 가톨릭교회로 개종하고, 에르미니에 드 알카인과 결혼했다. 그는 프랑스에서 혁명으로 인한 폭력사태를 피하기 위해서, 그의 아내와 딸과 함께 1848년 독일로 돌아왔으나, 일년 뒤 파리로 다시 되돌아가 루이 나폴레옹 3세 치하에서 가장 유명한 음악가가 되었다. 1850년 오펜바흐는 프랑수아 극장의 지휘자가 되었으나, 1855년 몽시니 거리(Rue de Monsigny)에서 부프 파리지앵(Bouffes Parisiens)이라는 자신의 소극장을 설립하였다. 오펜바흐는 그곳에서 죽을 때까지 대부분 오페레타와 오페라 코미크에 헌신하며, 작곡가, 감독으로서의 성공을 거뒀다.
오펜바흐의 가장 인기있는 작품들은 지금까지도 여전히 정기적으로 공연된다. 영어권 국가에서 그의 가장 잘 알려진 오페레타는 《지옥의 오르페우스》와 《아름다운 헬레네》, 《제롤스탱 대공비》, 《파리의 삶》, 《페리콜》이다.《 즐거운 파리의 아가씨》(Gaîté Parisienne)은 종종 발레 음악으로 듣게 되는데, 이는 혼성곡으로 1938년에 마뉴엘 로젠탈이 오펜바흐 멜로디를 관현악으로 화려하게 편곡하였다.
오펜바흐의 마지막 오페라인 《호프만의 이야기》는 그의 다른 작품보다 진지한 편인데, 아마도 어릿광대가 진지하게 여겨지기 바라는 영원의 소망을 반영한 것으로 보인다. 1880년에 그의 사망으로 미완성으로 남았으나, 친구인 에르네스트 기로에 의해 완성되고, 1881년에 초연되었다.
오펜바흐는 프랑스 파리의 몽마르트 묘지에 묻혀있다.

## 작품
- L'alcôve
- Blanche
- 알바 공작부인, La Duchesse d'Albe
- Le trésor à Mathurin (revised as Le mariage aux lanternes)
- Pépito
- 루크와 루세트, Luc et Lucette
- 데카메론, 혹은 아주르의 동굴, Le décaméron, ou La grotte d'azur
- 입장, 신사 숙녀 여러분, Entrez, messieurs, mesdames
- 하얀 밤, Un nuit blanche
- 두 맹인, Les deux aveugles
- 한여름 밤의 꿈, Le rêve d'une nuit d'été
- Oyayaie, 섬 여왕, Oyayaie, ou La reine des îles
- fiddler, Le violoneux
- 나비 부인, Madame Papillon
- Paimpol et Périnette
- Ba-ta-clan (also performed as Ching-Chow-Hi)
- 서약의 위치에서, Un postillon en gage
- Tromb-al-ca-zar, ou Les criminels dramatiques
- Saint-Flour의 분홍색, La rose de Saint-Flour
- Les dragées du baptême
- 66, Le 66
- Le financier et le savetier
- 아이의 하녀, La bonne d'enfant(s)
- 악마의 3번의 키스, Les trois baisers du diable
- Croquefer, ou Le dernier des paladins
- Dragonette
- 저녁 바람, 혹은 끔찍한 축제, Vent du soir, ou L'horrible festin
- 로터리에 젊은 아가씨, Une demoiselle en loterie
- 두 어부, 혹은 태양을 떠올려라. Les deux pêcheurs, ou Le lever du soleil
- 시장의 숙녀들, Mesdames de la Halle
- 암코양이가 여자로 변신하다. La chatte metamorphosée en femme
- 지옥의 오르페우스, Orphée aux enfers (Orpheus in the Underworld)
- 문과 남편, Le mari à la porte
- 대규모 군대의 , Les vivandières de la grande-armée
- 브라반트의 제네비에브, Geneviève de Brabant
- 재개의 축제, Le carnaval des revues
- 다프니스와 클로에, Daphnis et Chloé (operetta)
- Barkouf (revised as Boule de neige)
- Le chanson de Fortunio
- Le pont des soupirs
- M. Choufleuri restera chez lui le . . .
- Apothicaire et perruquier
- Le roman comique
- Monsieur et Madame Denis
- Le voyage de MM. Dunanan père et fils
- Les bavards (also performed as "Bavard et Bavarde" and Die Schwätzerin von Saragossa)
- 자클린, Jacqueline
- La baguette (Fédia)
- La leçon de chant électromagnétique
- Il signor Fagotto
- Lischen et Fritzchen
- Fleurette (also performed as Fleurette, oder Trompeter und Näherin)
- L'amour chanteur
- Les fées du Rhin (also performed as Die Rheinnixen)
- Les géorgiennes
- Le fifre enchanté, ou Le soldat magicien
- Jeanne qui pleure et Jean qui rit
- La belle Hélène (The Fair Helen)
- Coscoletto, ou Le lazzarone
- Les refrains des bouffes
- Les bergers
- Barbe-bleue (Bluebeard)
- 파리의 삶, La vie parisienne
- 제롤스탱 대공비, La Grande-Duchesse de Gérolstein (The Grand Duchess of Gérolstein)
- 10시간의 허가, La permission de dix heures (Urlaub nach dem Zapfenstreich이란 제목으로도 공연되었다.)
- 로빈슨 크루소, Robinson Crusoé
- 토토와 함께한 궁전,Le château à Toto
- 툴리파탕 섬, L'ile de Tulipatan
- 페리콜, La Périchole
- 녹색-녹색, Vert-Vert
- 여신, La diva
- 트레비종드의 공주, La princesse de Trébizonde
- Les brigands
- La romance de la rose
- [Mam'zelle] Moucheron
- 캐롯트의 왕, Le roi Carotte
- Fantasio
- Le corsaire noir (also performed as Der schwarze Corsar)
- Les braconniers
- Pomme d'api
- La jolie parfumeuse
- Bagatelle
- Madame l'archiduc
- Whittington (also performed as Le chat du diable)
- Le hannetons
- La boulangère a des écus
- Le voyage dans la lune
- La créole
- Tarte à la crême
- Pierrette et Jacquot
- La boîte au lait
- Le docteur Ox
- La foire Saint-Laurent
- Maître Péronilla
- Madame Favart
- La marocaine
- La fille du tambour-major
- Belle Lurette
- 호프만의 이야기, Les contes d'Hoffmann

## 참고 서적
- Alexander Faris: Jacques Offenbach. London: Faber & Faber, 1980. ISBN 0-571-11147-5
- Offenbach, Jacques: "The Story of a Waltz" in The Gaiety, Spring 2006, pp 28-33. 저자:Roderick Murray.

## 음악 듣기
- Can-Can (지옥의 오르페). R. Liraz가 아코디언으로 연주함